# Негартайм-Итленайм
Негартайм-Итленайм (фр. Neugartheim-Ittlenheim) — коммуна на северо-востоке Франции в регионе Гранд-Эст (бывший Эльзас — Шампань — Арденны — Лотарингия), департамент Нижний Рейн, округ Саверн, кантон Буксвиллер. До марта 2015 года коммуна административно входила в состав упразднённого кантона Трюштерсайм (округ Страсбур-Кампань).
Площадь коммуны — 4,06 км², население — 687 человек (2006) с тенденцией к росту: 787 человек (2013), плотность населения — 193,8 чел/км².

## Население
Население коммуны в 2011 году составляло 795 человек, в 2012 году — 798 человек, а в 2013-м — 787 человек.
| 1962 | 1968 | 1975 | 1982 | 1990 | 1999 | 2006 | 2008 | 2011 | 2012 | 2013 |
| ---- | ---- | ---- | ---- | ---- | ---- | ---- | ---- | ---- | ---- | ---- |
| 144  | 149  | 371  | 523  | 522  | 606  | 687  | 728  | 795  | 798  | 787  |

Динамика населения:

## Экономика
В 2010 году из 498 человек трудоспособного возраста (от 15 до 64 лет) 377 были экономически активными, 121 — неактивными (показатель активности 75,7 %, в 1999 году — 74,8 %). Из 377 активных трудоспособных жителей работал 361 человек (179 мужчин и 182 женщины), 16 числились безработными (9 мужчин и 7 женщин). Среди 121 трудоспособных неактивных граждан 43 были учениками либо студентами, 65 — пенсионерами, а ещё 13 — были неактивны в силу других причин.

## Достопримечательности (фотогалерея)

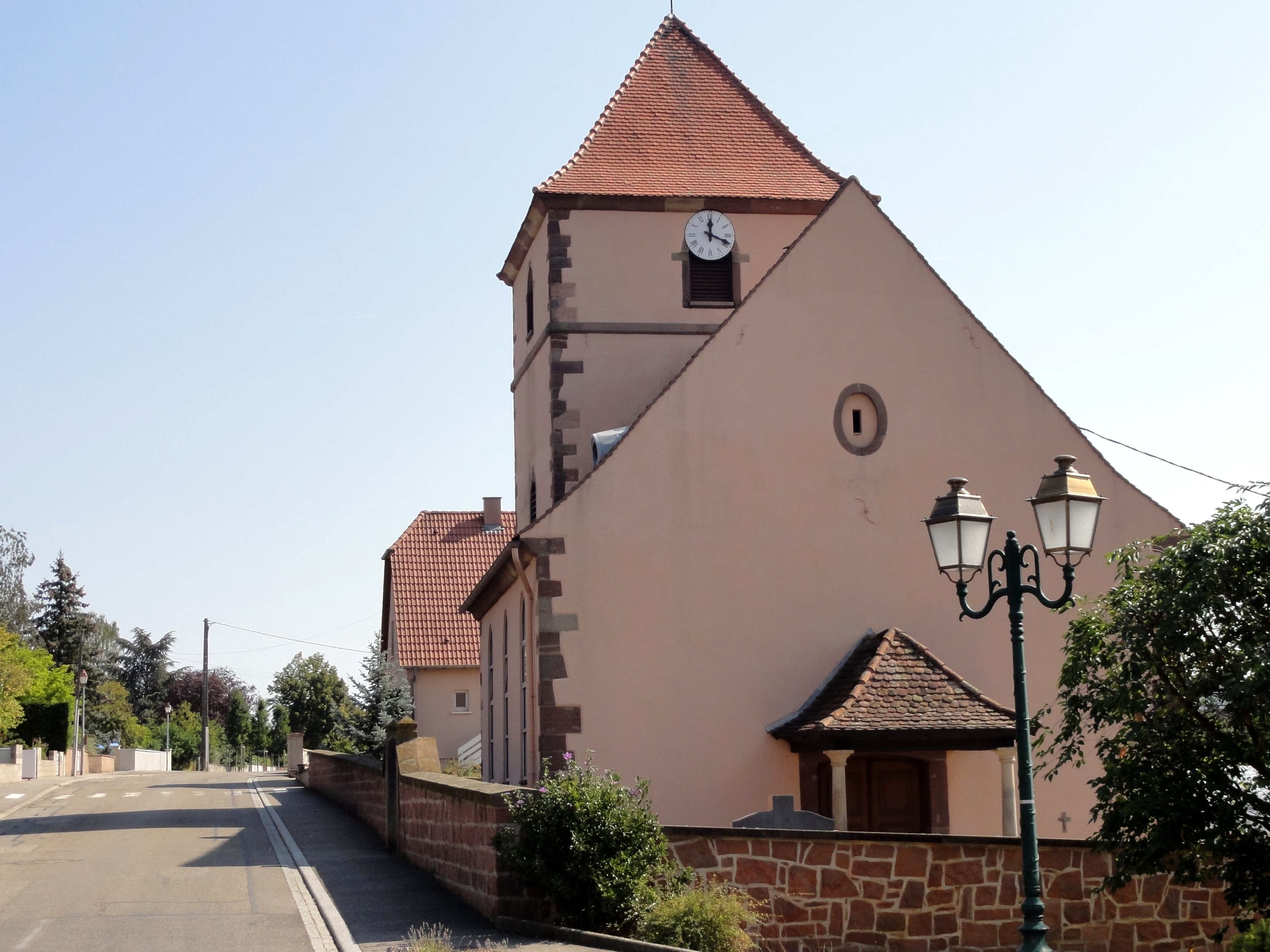
Церковь Сен-Реми
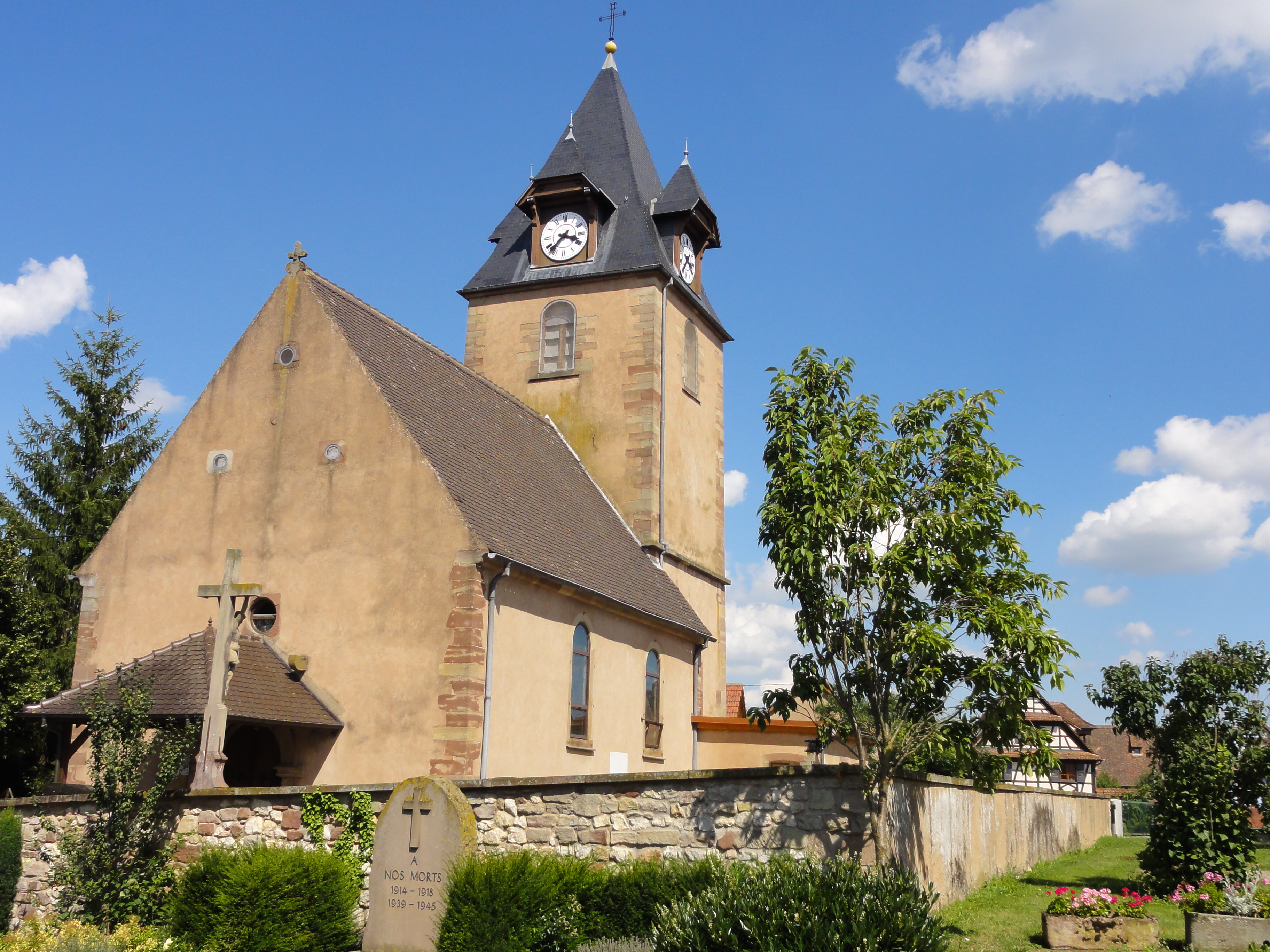
Церковь апостолов Петра и Жака
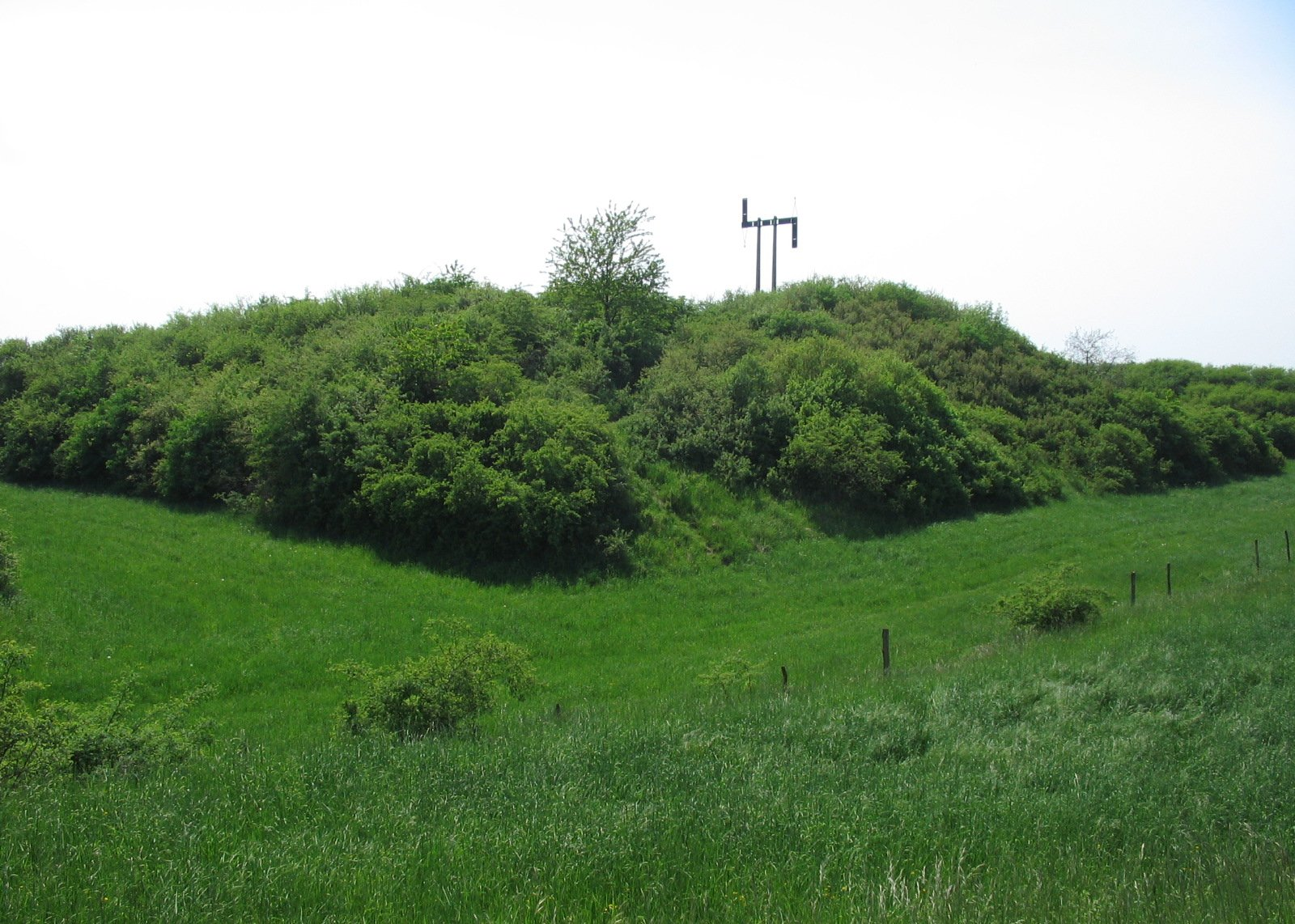
Телеграфная башня на руинах шато
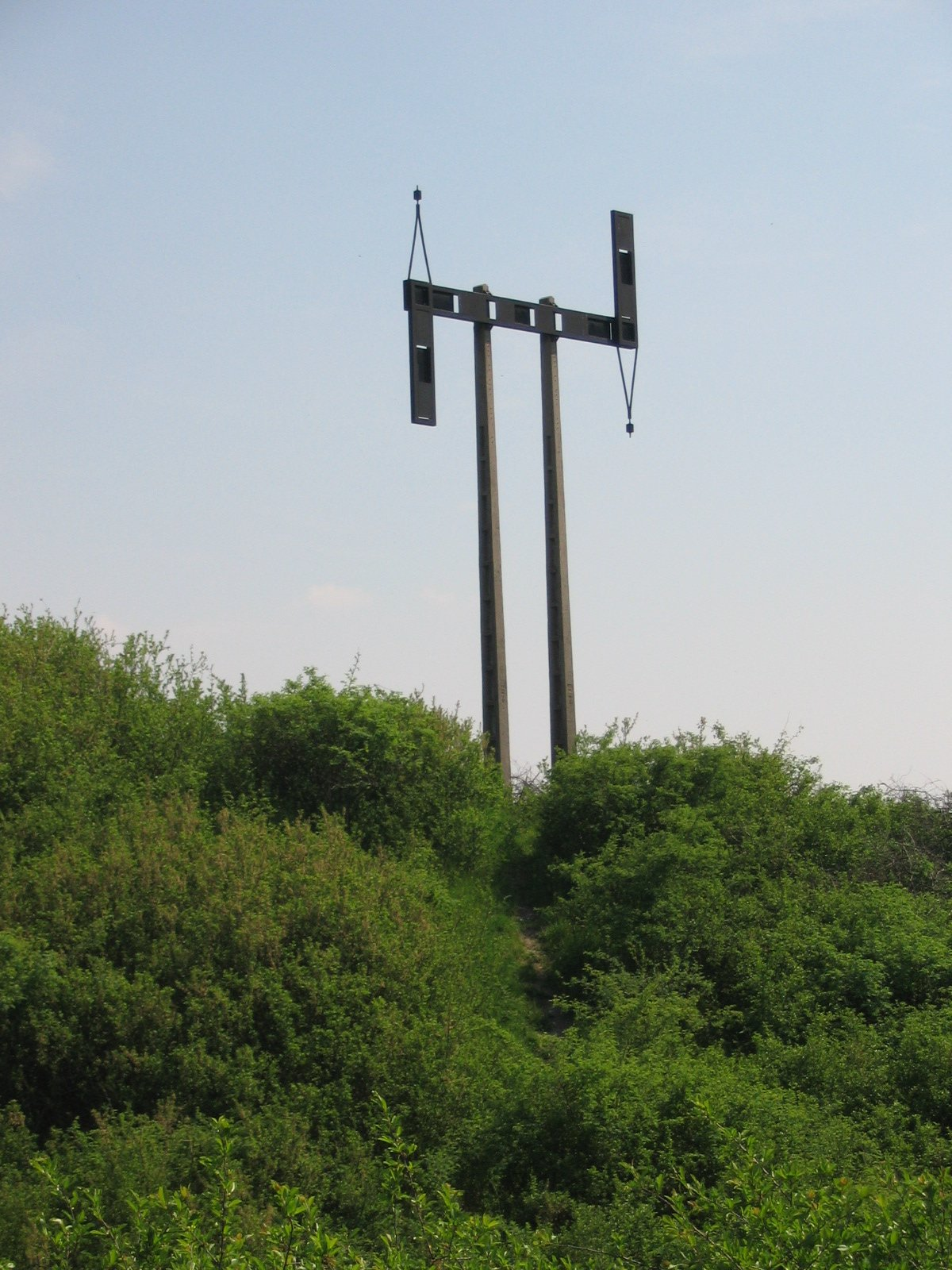
Телеграфная башня
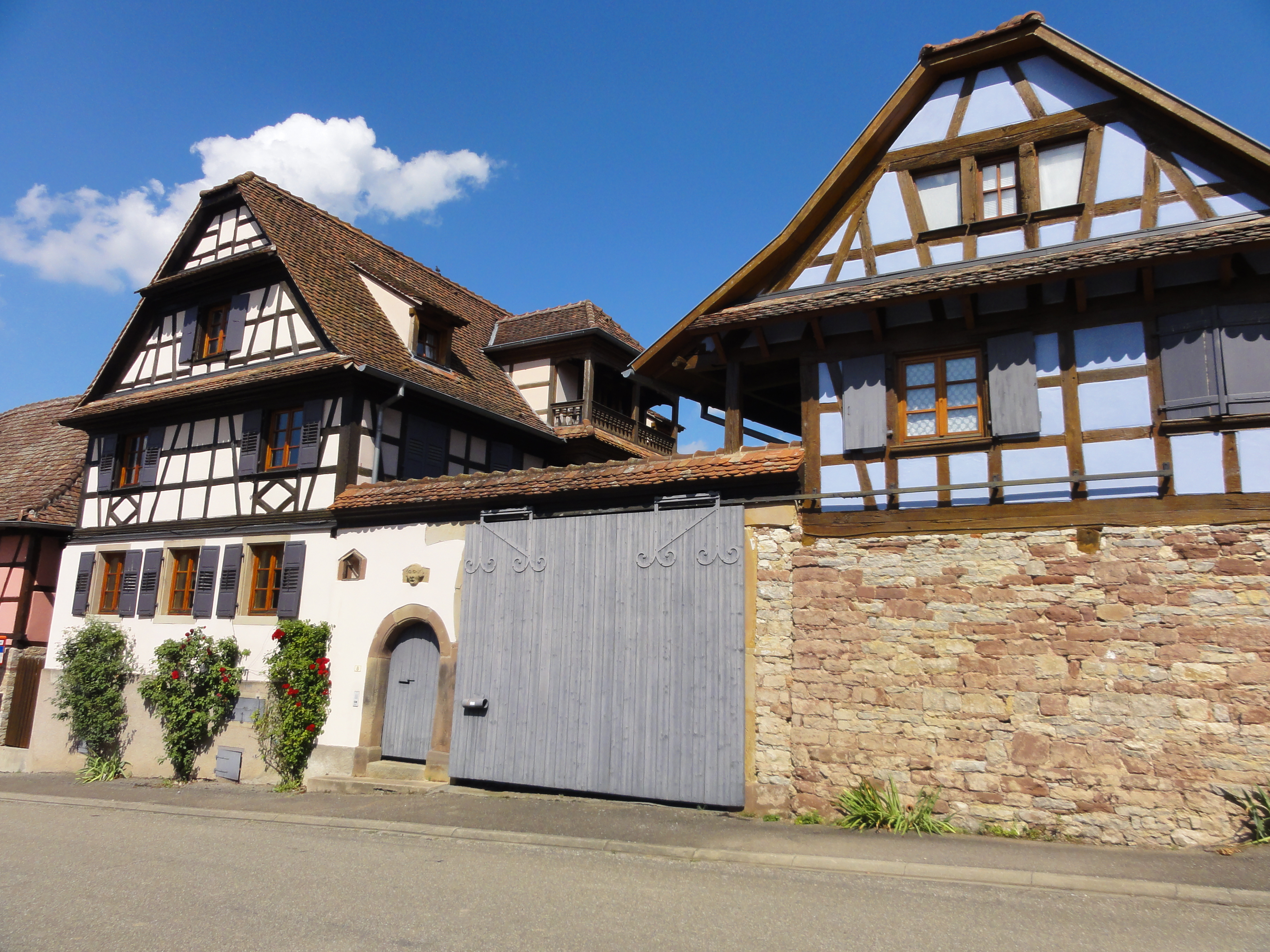
Фахверковые дома на главной улице